# مرض السكري (مجلة)
داء السكري هي مجلة طبية شهرية يراجعها الأفراد تنشرها الجمعية الأمريكية للسكري منذ عام 1952.  ويغطي البحث عن علم وظائف الأعضاء والفيزيولوجيا المرضية لمرض السكري بما في ذلك أي جانب من جوانب البحوث المخبرية أو الحيوانية أو البشرية.  يَنصبُّ التركيز على التقارير الاستقصائية التي تركز على مجالات مثل السبب في مرض السكري ومضاعفاته، وظيفة البنكرياس الطبيعية والمرضية والتمثيل الغذائي الوسيط، والآليات الدوائية لعمل الدواء والهرمونات، والجوانب البيوكيميائية والجزيئية للعمليات البيولوجية الطبيعية وغير الطبيعية.  ينشر داء السكري أيضًا الملخصات المقدمة في الاجتماع السنوي لهيئة مكافحة المخدرات، الدورات العلمية، كمكمل.
وفقًا لتقارير Journal Citation، فإن المجلة لديها عامل تأثير لعام 2017 يبلغ 7.273، مما يجعلها العاشرة من أصل 138 مجلة في فئة «الغدد الصماء والأيض».